# Metopomyza danielssoni
Metopomyza danielssoni är en tvåvingeart som beskrevs av Zlobin 1995. Metopomyza danielssoni ingår i släktet Metopomyza och familjen minerarflugor.
Artens utbredningsområde är Oregon. Inga underarter finns listade i Catalogue of Life.